# Caio di Milano
San Caio (... – Milano, III secolo) è stato un vescovo e santo romano.
Fu vescovo di Milano nel III secolo.

## Biografia
Pochissime sono le notizie che si hanno sul conto di questo vescovo milanese del III secolo.
Di certo si sa che fu discepolo del suo predecessore alla cattedra episcopale, sant'Anatalone, ma altre fonti lo ritengono addirittura discepolo dello stesso san Barnaba apostolo, ritenuto tradizionalmente il primo vescovo di Milano.
Alla sua morte segue un periodo in cui non sono pervenute fonti circa l'occupazione della sede episcopale da parte di un vescovo.
La Chiesa cattolica lo ricorda il 27 settembre.